# 스르 쉬레이야 왼데르
스르 쉬레이야 왼데르(튀르키예어: Sırrı Süreyya Önder, 1962년 7월 7일~2025년 5월 3일)는 튀르키예의 배우, 정치인, 영화 감독, 각본가, 저널리스트이다.

## 작품 목록

### 영화
- 렛츠 씬 (2014년)
- 더 스네이크 (2012년)
- 인사이드 (2012년)
- 블리스 (2007년)
- 인터내셔널 (2006년)